# Mikrodeletionssyndrom 7q31
Das Mikrodeletionssyndrom 7q31 ist eine sehr seltene angeborene Erkrankung mit den Hauptmerkmalen Störung des Sprechens und der Sprachentwicklung mitunter mit Koordinationsstörung (Dyspraxie) der Mundmuskulatur und Hörverlust.
Synonyme sind: Del(7)(q31); Monosomie 7q31
Der Zusammenhang zwischen Sprachstörungen und Beeinträchtigung des Forkhead-Box-Protein P2 wurde wohl erstmals im Jahre 2006 durch die kanadische Kinderärztin Susan Zeesman und Mitarbeiter beschrieben.

## Verbreitung
Die Häufigkeit wird mit unter 1 zu 1.000.000 angegeben. Der Vererbungsmodus ist nicht bekannt.

## Ursache
Zugrunde liegen Mikrodeletionen auf dem Chromosom 7 an Genort q31. Betroffen ist das FOXP2-Gen, das für forkhead box P2 kodiert.
Störungen dieses Gens an q31.1 liegen der autosomal-dominant vererbbaren Isolierten Sprechapraxie im Kindesalter zugrunde.

## Klinische Erscheinungen
Klinische Kriterien sind:
- Krankheitsbeginn im Kleinkindalter oder der Neugeborenenzeit
- leichte Verzögerung der motorischen Entwicklung

Hinzu können kommen:
- Leichte kognitive Beeinträchtigung
- Verhaltensauffälligkeit
- leichte Gesichtsdysmorphie

## Diagnose
Die Diagnose ergibt sich aus der Kombination klinischer Befunde und dem Nachweis einer vermutlich pathogenen Mutation im FOXP2-Gen mit Hilfe der Humangenetik.

## Therapie
Eine ursächliche Behandlung ist derzeit nicht bekannt.